# Centàurea solsticial
La centàurea solsticial, oriola, blanquiella, floravia o narriola (Centaurea solstitialis) és una espècie de planta amb flors del gènere centàurea (Centaurea) dins la família de les família de les asteràcies (Asteraceae). L'epítet llatí solstitialis fa referència al fet que pertany al solstici d'estiu, és a dir que floreix des de l'estiu (de juliol a novembre). És una planta nativa d'Europa, Àsia central i occidental i el nord d'Àfrica. S'ha estès a altres llocs, especialment als Estats Units on va arribar a través de les llavors d'alfals contaminat i on es considera una planta invasora nociva.
També s'anomena card estrellat', centàurea, narrioles i; i s'han recollit les variants lingüístiques arniola, auraiola, auraioles, auriola, centaura, centaura solsticial, marriola, raniola, renicuoles, renigrola, reniquiola, reoles i riola.

## Morfologia
Centaurea solstitialis és una herbàcia anual de 20 a 100 cm d'alt que durant els seus primers estadis vegetatius forma una roseta no espinosa. Quan s'acosta l'estiu produeix tiges floríferes amb nombrosos capítols espinosos que contenen de 10 a 50 flors grogues que produeixen els aquenis. És una planta espinosa vulnerant d'aspecte amenaçant però que també conté substàncies d'ús medicinal.
Espècies semblants a Centaurea solstitialis són l'obriülls (Centaurea calcitrapa), Centaurea sulphurea, una altra oriola (Centaurea melitensis) i bracera (Centaurea aspera).

## Ecologia
Centaurea solstitialis és una planta ruderal que habita llocs pertorbats com les vores dels camins o els conreus.  Als Països Catalans, on viu des del nivell del mar als 1.200 m, manca a les Illes Balears.

## Control
Es fan servir els herbicides que controlen l'auxina. Alternativament el glifosat. També es fa servir la crema controlada.

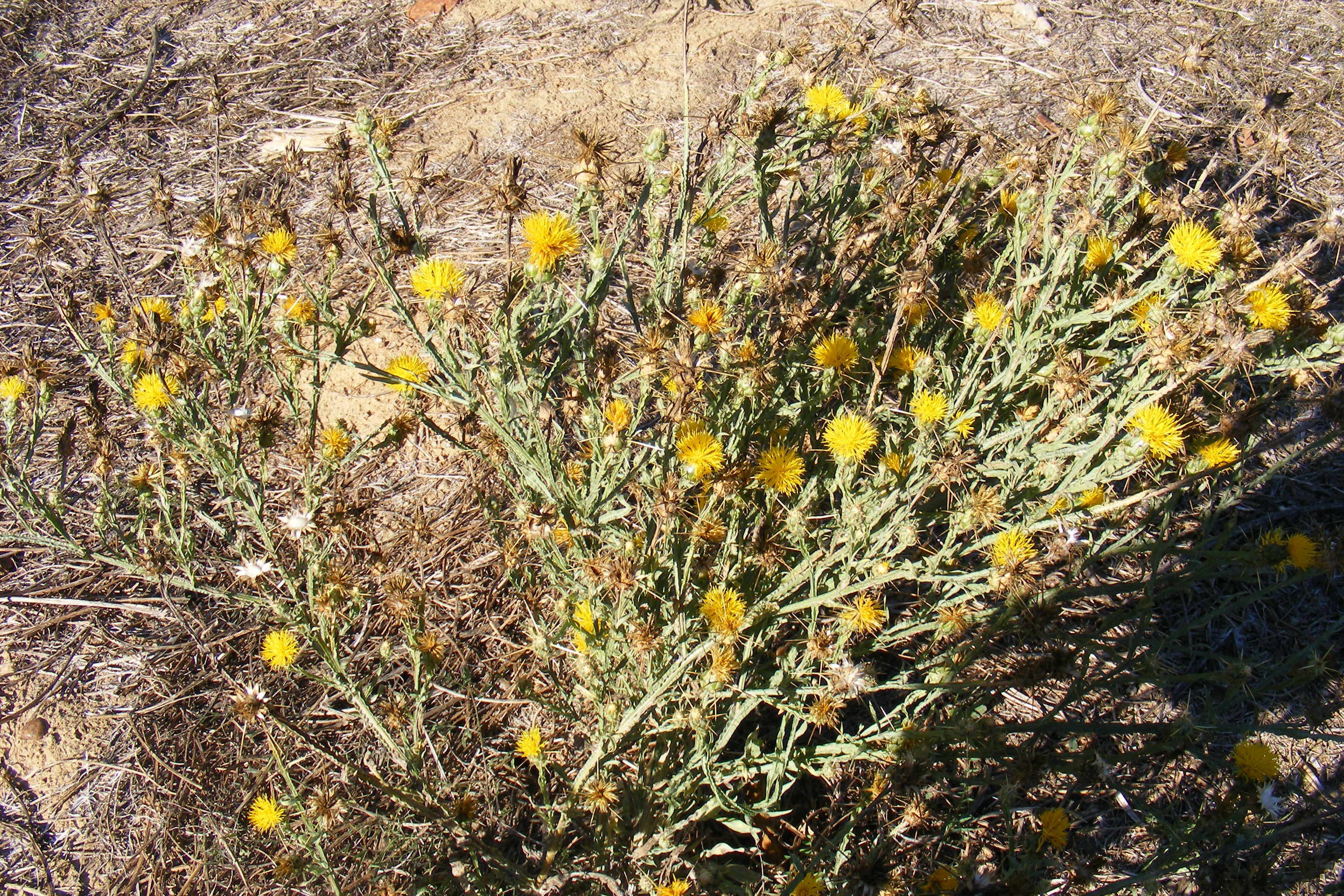
Centaurea solstitialis

Aquesta espècie, pel seu gran sistema radicular i l'elevat nombre de llavors en el banc de llavors del sòl, de vegades resulta resistent a la sega i la crema controlada i ha estat l'objectiu de l'estudi de sistemes de control biològic a través d'insectes fitòfags. i de fongs com Puccinia jaceae var. solstitialis o Synchytrium solstitiale